# Stadion der Hüttenwerker
Stadion der Hüttenwerker – stadion wielofunkcyjny znajdujący się w Eisenhüttenstadt. Do 2016 roku na tym obiekcie rozgrywali swoje spotkania piłkarze klubu Stahl Eisenhüttenstadt, a od 2016 roku rozgrywają mecze piłkarze FC Eisenhüttenstadt.

## Położenie
Stadion położony jest przy ulicy Waldstraße w Eisenhüttenstadt, w północno-zachodniej części miasta, w dzielnicy Schönfließ. Obiekt od wschodu i zachodu okalają boiska piłkarskie, od południa zabudowa mieszkalna, a od północy teren kombinatu metalurgicznego.

## Historia

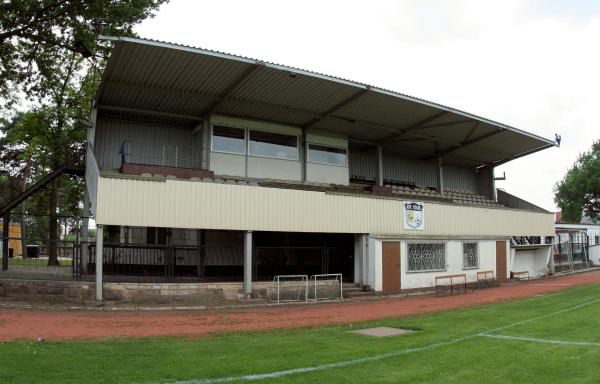
Trybuna główna o pojemności 250 widzów

Początki stadionu hutniczego sięgają 1928 roku, kiedy zbudowano obiekt sportowy w Schönfließ. W 1950 roku miejscowość została włączona do miasta Fürstenberg (Oder) (w 1961 roku wraz z nim została częścią Eisenhüttenstadt), a kombinat metalurgiczny Eisenhüttenkombinat Ost (EKO) przebudował obiekt, który leży tuż obok huty, na potrzeby nowo powstałego klubu BSG Stahl. W 1969 roku z okazji awansu BSG Stahl Eisenhüttenstadt do najwyższej klasy rozgrywek piłkarskich NRD – Oberligi, stadion został rozbudowany do 10 tysięcy miejsc. W 1990 roku miała miejsce ostatnia modernizacja obiektu.
W sezonie 1969/1970, 1989/1990 i w 1990/1991 stadion hutniczy gościł rozgrywki piłkarskie Oberligi. W sezonie 1969/1970 mecze BSG Stahl przyciągały od 3000 do 10 000 (mecz z Chemie Lipsk i Vorwärts Berlin) widzów. W sezonach 1989/1990 i 1990/1991 rozgrywki przyciągały od 1350 do 8500 kibiców. 
Stadion był też gospodarzem meczów pucharu NRD w piłce nożnej – Puchar FDGB, a największą widownię, 3800 widzów, zgromadził mecz w półfinale w 1991 roku, który został rozegrany pomiędzy gospodarzami a 1. FC Union Berlin. Ponadto odbywały się tutaj mecze pucharu Niemiec w piłce nożnej – m.in. z spotkanie Stahli z Herthą Berlin w sezonie 1997/1998, które oglądało 5300 kibiców, oraz z Werderem Brema w sezonie 2002/2003, kiedy na stadionie zjawiło się 5000 widzów.
W sezonie 1991/1992 na stadionie odbył się mecz 1/16 finału Pucharu Zdobywców Pucharów. Stahl Eisenhüttenstadt zagrała z tureckim Galatasarayem Stambuł, a mecz przyciągnął prawie 3500 kibiców.